# Harvey Weinstein
Harvey Weinstein (Nueva York, 19 de marzo de 1952) es un exproductor de cine estadounidense que, en su tiempo, llegó a detentar un enorme poder en el ramo. Fundó junto con su hermano Bob la productora de cine independiente Miramax, con las que produjo películas como The Crying Game (1992), Criaturas celestiales (1994), Flirting with Disaster (1996) y Shakespeare in Love (1998). Weinstein ganó el Óscar a la mejor película como productor de Shakespeare in Love, y siete premios Tony por obras y musicales como Los productores, Billy Elliot y Agosto (Condado de Osage). Después de abandonar Miramax, Weinstein fundó la mini major The Weinstein Company junto a su hermano. Abusó y acosó sexualmente a numerosas mujeres, tanto actrices como asistentes,  por esta razón cayó en el descrédito social y, en la actualidad cumple una condena penal por ese delito. 
En octubre de 2017, The New York Times y The New Yorker publicaron decenas de acusaciones de abuso sexual contra Weinstein por acoso, abuso sexual, e incluso violaciones. Como consecuencia, fue expulsado de su propia compañía y de la Academia de Artes y Ciencias Cinematográficas y su esposa solicitó el divorcio. El 25 de mayo de 2018, Weinstein fue arrestado y acusado formalmente de violación. El 24 de febrero de 2020 fue declarado culpable de dos de cinco delitos graves, y sentenciado a 23 años de cárcel. Inicialmente se le recluyó en la penitenciaría de isla Rikers, antes de ser transferido a la Wende Correctional Facility. Más tarde sería sentenciado a otros 16 años de prisión por tres cargos adicionales de violación.

## Primeros años
Weinstein nació en el borough de Queens, en el seno de una familia judía. Hijo de Max y Miriam Weinstein, se crio junto a su hermano menor Bob Weinstein. Se graduó en el instituto John Bowne High School y posteriormente en la Universidad de Búfalo.
Weinstein, su hermano Bob y un amigo llamado Corky Burger produjeron una serie de conciertos de rock en Búfalo durante la década de 1970. Los Weinstein, que siempre habían sentido el deseo de entrar en la industria cinematográfica, aprovecharon el dinero conseguido en dichos conciertos para crear una pequeña distribuidora de cine independiente a la que bautizaron como Miramax, uniendo los nombres de sus padres (Miriam-Max). 
Sus primeros proyectos de la compañía fueron películas sobre conciertos, como Paul McCartney's Rockshow. A principios de la década de 1980, Miramax adquirió los derechos de dos películas británicas grabadas para Amnistía Internacional. Trabajando junto a Martin Lewis, productor de los filmes, los hermanos Weinstein editaron ambos trabajos en una sola película adaptada a los gustos del mercado estadounidense. El resultado fue The Secret Policeman's Other Ball, película que se iba a convertir en el primer gran éxito de la compañía.

## Miramax
Los hermanos Weinstein consiguieron llamar la atención de la crítica durante la década de los años 1980 en el ámbito del cine independiente, no obstante, los resultados comerciales fueron modestos. Pero el auténtico éxito no llegó hasta 1989, cuando la película de Steven Soderbergh Sex, Lies, and Videotape, iba a convertir a Miramax en el principal estudio independiente de Estados Unidos.
En ese mismo año, Miramax distribuyó en Estados Unidos la película del director español Pedro Almodóvar ¡Átame!; esta fue clasificada como «pornográfica», lo que limitó su difusión en los cines de ese país. Weinstein, demandó a la Asociación Cinematográfica de Estados Unidos (MPAA) por su sistema de calificación de películas. Más tarde la demanda fue retirada, pero tras este episodio la MPAA aceptó introducir una nueva calificación: No recomendado a menores de 17.
Miramax continuó reclutando directores jóvenes y añadiendo películas a su catálogo hasta que en 1993, tras el éxito de The Crying Game, Disney ofreció a los Weinstein 80 millones de dólares por la compañía. El trato consolidó la influencia de los Weinstein en Hollywood y les permitió seguir al frente de la compañía. Al año siguiente Miramax consiguió su primer taquillazo, la película de Quentin Tarantino Pulp Fiction (galardonada con el Óscar al mejor guion original y nominada a otros seis Óscars, entre ellos, a la de mejor película que perdió contra Forrest Gump) y distribuyó la película independiente Clerks, el estreno en la dirección de Kevin Smith.
En 1996 Miramax ganó su primer Óscar a la mejor película con El paciente inglés. Esto inició una serie de éxitos de crítica y público como Shakespeare in Love o Good Will Hunting.

## The Weinstein Company
El 29 de marzo de 2005 se anunció que los hermanos Weinstein dejaban Miramax para formar una nueva productora, llamada The Weinstein Company junto con otros ejecutivos, los directores Quentin Tarantino y Robert Rodriguez, y Colin Vaines, quien había estado al cargo del departamento de producción de Miramax durante diez años. El nuevo estudio logró varias nominaciones por Transamérica y Mrs. Henderson presenta, y éxito de taquilla con Hoodwinked! y Scary Movie 4; aparte de la película El discurso del rey (ganadora del Óscar a la mejor película, al mejor director, al mejor actor y al mejor guion original).
La compañía Weinstein adquirió los derechos en Estados Unidos de la película The Oath of Tobruk, un documental sobre la revolución de Libia en el Festival de Cannes de 2012.

## Problemas legales
En febrero de 2009, el primer cantante de Sam & Dave, Sam Moore, inició un proceso legal contra Harvey y Bob Weinstein por el presunto uso de la carrera de Sam & Dave como modelo para la comedia Soul Men, protagonizada por Bernie Mac y Samuel L. Jackson. En febrero de 2011 el director Michael Moore emprendió una acción legal contra los hermanos Weinstein afirmando que le debían millones por las ganancias de su documental Fahrenheit 9/11 estrenado en 2004. En febrero de 2012, Moore llegó a un acuerdo con los Weinstein y la demanda fue retirada. Los términos del acuerdo no fueron revelados.

### Acusaciones de delitos sexuales
El 5 de octubre de 2017, Weinstein fue acusado por acoso sexual por parte de varias mujeres, entre ellas Ashley Judd. En una declaración para The New York Times, Weinstein dijo: «Entiendo que la forma en que me he comportado con mis colegas en el pasado ha causado mucho dolor y sinceramente pido disculpas por ello». Un asesor lo describió como «un viejo dinosaurio aprendiendo nuevos modales». Weinstein declaró que iba a alejarse del trabajo y asistir a terapia para «ocuparse del asunto sin rodeos». Sin embargo, su abogada, Lisa Bloom, dijo que «él descarta muchas de las acusaciones como evidentemente falsas». Tras las declaraciones de Judd, parte de la directiva de la compañía de Weinstein renunció como forma de protesta. En mayo de 2018 fue arrestado y posteriormente puesto en libertad tras pagar la fianza.
Judd había escrito sobre las mismas experiencias de acoso en 2015 pero sin nombrar a Weinstein, simplemente indicando que se trataba de un «magnate del estudio». En aquella ocasión Judd afirmó que hablando con otras actrices se dio cuenta de que «les había pasado exactamente lo mismo con exactamente el mismo magnate». Tras las acusaciones de Judd a Weinstein, la actriz Rose McGowan criticó al resto de las mujeres de Hollywood por su silencio con respecto al incidente.
A partir de las acusaciones de Rose McGowan y Ashley Judd, se sumaron más de 80 mujeres, alegando la repetida e inapropiada conducta sexual de Harvey Weinstein, quien se aprovechaba de su poder e influencia para abusar de ellas. Este escándalo trajo consigo la aparición del llamado Movimiento "Me Too", un movimiento global bajo el cual, miles de mujeres denunciaron las situaciones de abuso y acoso sexual que habían vivido y aún siguen haciendo.

### Cargos, arresto y juicio
Weinstein fue formalmente acusado por la policía de Nueva York de «violación, acto sexual criminal, abuso sexual y conducta sexual inapropiada por incidentes que involucraron a dos mujeres separadas» el 25 de mayo de 2018. Fue arrestado el mismo día después de entregarse a la policía.
Weinstein fue puesto en libertad después de que se publicara una fianza de 1 millón de dólares en su nombre. Entregó su pasaporte y se le exigió que usara un monitor de tobillo, ya que los viajes se restringían a Nueva York y Connecticut. Su abogado Benjamin Brafman dijo que Weinstein se declararía inocente. Se estableció una fecha para el juicio para el 6 de enero de 2020. En esa fecha, Weinstein también fue acusado en Los Ángeles de violar a una mujer y agredir sexualmente a otra en 2013.

### Condenas y sentencias
Después de deliberar durante cinco días, un jurado condenó a Weinstein el 24 de febrero de 2020 de dos de cinco cargos criminales: un cargo de agresión sexual criminal en primer grado y un cargo de violación en tercer grado. El jurado lo declaró no culpable por agresión sexual depredadora, lo que podría haber llevado a cadena perpetua. Fue enviado a la cárcel en isla Rikers en la ciudad de Nueva York a la espera de su audiencia de sentencia el 11 de marzo, donde fue sentenciado a 23 años de cárcel. Weinstein ha dicho a través de sus abogados que apelaría el veredicto. Weinstein aún enfrenta un juicio penal en Los Ángeles, después del cual comenzará a cumplir su condena en Nueva York antes de cualquier posible sentencia en California. En diciembre de 2022, finalmente fue encontrado culpable de tres cargos de violación en Los Ángeles, cópula oral forzada y conducta sexual inapropiada, lo que le podría dar hasta 24 años de prisión.
El 23 de febrero de 2023, fue condenado en Los Ángeles a 16 años de prisión por cargos de violación y agresión sexual contra una actriz y modelo italiana en 2013, condena que se suma a la anterior. En marzo de 2023, una juez de Los Ángeles anunció que no volverá a juzgar a Weinstein por cargos de violación y agresión sexual.
En mayo de 2023 decidió contratar a la abogada Jennifer Bonjean, famosa por anular la condena del comediante Bill Cosby en 2021.
En abril de 2024, el tribunal de Nueva york anuló una sentencia en contra de Weinstein, debido a errores en el juicio.
En junio de 2025 comenzó un nuevo juicio.

## Activismo
Weinstein ha criticado la falta de leyes en favor del control de armas y la falta de asistencia sanitaria universal en Estados Unidos.
Ha apoyado al Partido Demócrata, contribuyendo económicamente a las campañas electorales de Barack Obama, Hillary Clinton y John Kerry. Apoyó la campaña presidencial de Hillary Clinton de 2008 y en 2012 fue anfitrión de un acto en su casa con el objetivo de recaudar fondos para la campaña de Obama.

## Apariciones en los medios
Harvey Weingard, un personaje interpretado por Maury Chaykin en la serie de televisión Entourage de la cadena HBO, está inspirado en Weinstein. Aunque el personaje es retratado como un productor intimidante y agresivo, Weinstein supuestamente ha respondido positivamente al personaje. El malhablado personaje Malcolm Tucker en la serie de la BBC The Thick of It está basado en agentes y productores de Hollywood, notablemente Harvey Weinstein y el equipo de Miramax que ha sido «celebrado durante mucho tiempo por el comportamiento de Malcolm», según el actor Peter Capaldi.
Un análisis de los discursos de aceptación de los Premios Óscar indicó que —entre 1993 y 2016— a Weinstein se lo había nombrado o elogiado en 34 de los discursos, la misma cantidad de veces que Dios y en segundo lugar después de Steven Spielberg con 43 menciones.

## Filmografía selecta
Productor
- Shakespeare in Love (1998)
- Gangs of New York  (2002)
- Nine (2009)
- My Week with Marilyn (2011)

Productor ejecutivo
- The Burning (1981)

- Hardware: Programado para matar (1990)
- Reservoir Dogs (1992)
- Amor a quemarropa (1993)
- Pulp Fiction (1994)
- Kids (1995)
- Smoke (1995)
- El paciente inglés (1996)
- Scream (1996)
- Good Will Hunting (1997)
- Jackie Brown (1997)
- Los otros (2001)
- Chicago (2002)
- Sin City (2005)
- Grindhouse (2007)
- Inglourious Basterds (2009)
- El discurso del rey (2010)
- The Artist (2011)
- Django Unchained (2012)

## Premios y distinciones
Premios Óscar
| Año  | Categoría      | Película            | Resultado |
| ---- | -------------- | ------------------- | --------- |
| 1999 | Mejor Película | Shakespeare in Love | Ganador   |
| 2003 | Mejor película | Gangs of New York   | Nominado  |